# Sorento
Sorento és una població dels Estats Units a l'estat d'Illinois. Segons el cens del 2000 tenia 601 habitants.

## Demografia
Segons el cens del 2000, Sorento tenia 601 habitants, 238 habitatges, i 167 famílies. La densitat de població era de 429,7 habitants/km².
Dels 238 habitatges en un 38,2% hi vivien nens de menys de 18 anys, en un 53,4% hi vivien parelles casades, en un 10,5% dones solteres, i en un 29,8% no eren unitats familiars. En el 26,5% dels habitatges hi vivien persones soles el 13% de les quals corresponia a persones de 65 anys o més que vivien soles. El nombre mitjà de persones vivint en cada habitatge era de 2,53 i el nombre mitjà de persones que vivien en cada família era de 3,03.
Per edats la població es repartia de la següent manera: un 28,3% tenia menys de 18 anys, un 10,1% entre 18 i 24, un 28,8% entre 25 i 44, un 19,8% de 45 a 60 i un 13% 65 anys o més.
L'edat mediana era de 35 anys. Per cada 100 dones de 18 o més anys hi havia 92,4 homes.
La renda mediana per habitatge era de 31.250 $ i la renda mediana per família de 32.125 $. Els homes tenien una renda mediana de 28.889 $ mentre que les dones 15.625 $. La renda per capita de la població era de 13.167 $. Aproximadament l'11,4% de les famílies i el 14,2% de la població estaven per davall del llindar de pobresa.

## Poblacions més properes
El següent diagrama mostra les poblacions més properes.